# Смарж Іван
Смарж Іван (Псевдо: Помста; 3 грудня 1926, Ропиця-Руська (тепер — Ропиця Ґурна, Горлицького повіту, Малопольського в-ва, Польща) — 7 червня 1951, Коломийський район, Івано-Франківська область) — лицар Срібного хреста бойової заслуги УПА 1 класу

## Життєпис
Освіта — середня. Член ОУН із 1945 р. Референт господарки СКВ 7-го району надрайону «Бескид». Заарештований поляками у 1945 р. та засуджений до 3 років ув'язнення. Після звільнення перейшов у підпілля та діяв у складі боївки СБ 4-го району надрайону «Бескид». 
24.08.1948 р. з групою підпільників прибув у Західну Німеччину.
Кур'єр Проводу ЗЧ ОУН до підпілля ОУН у Польщі (08.1949-04.1950). У червні 1950 р. разом із Євгеном Гурою — «Славком», в якості кур'єрів доставили пошту з Польщі в Україну, а восени того ж року скеровані за кордон — до Проводу ЗЧ ОУН, куди щасливо добралися у жовтні 1950 р.
Закінчив англійську розвідувальну школу (05.1951). Як керівник кур'єрської групи Проводу ЗЧ ОУН 15.05.1951 р. десантувався в околиці м. Коломиї на Івано-Франківщині. Загинув у сутичці з агентурно-бойовою групою відділу 2-Н УМДБ Станіславської обл. на пункті зв'язку в Чорному лісі.

## Нагороди
- Відзначений Срібним хрестом бойової заслуги 1 класу (20.07.1950).